# Liste des villes de la Région wallonne
Sur les 262 communes wallonnes, seules 71 portent le titre de ville. 
- 6 dans la Province du Brabant wallon
- 24 dans la Province de Hainaut
- 16 dans la Province de Liège
- 14 dans la Province de Luxembourg
- 11 dans la Province de Namur

| Ville                      | Arrondissement    | Province                   | Habitants | Année de reconnaissance         | Charte communale |
| -------------------------- | ----------------- | -------------------------- | --------- | ------------------------------- | ---------------- |
| Andenne                    | Namur             | Province de Namur          | 25 729    | 1825                            |                  |
| Ans                        | Liège             | Province de Liège          | 28 625    | 2021                            |                  |
| Antoing                    | Tournai           | Province de Hainaut        | 7 693     | 1825                            | 1817 (titre)     |
| Arlon                      | Arlon             | Province de Luxembourg     | 29 733    | 1825                            |                  |
| Ath                        | Ath               | Province de Hainaut        | 28 543    | 1825                            | 1166             |
| Aubange                    | Arlon             | Province de Luxembourg     | 16 856    | 2018                            |                  |
| Bastogne                   | Bastogne          | Province de Luxembourg     | 15 127    | 1825                            | 1332             |
| Beaumont                   | Thuin             | Province de Hainaut        | 7 090     | 1825                            |                  |
| Beauraing                  | Dinant            | Province de Namur          | 9 050     | 1985                            |                  |
| Binche                     | Thuin             | Province de Hainaut        | 33 009    | 1825                            |                  |
| Bouillon                   | Neufchâteau       | Province de Luxembourg     | 5 426     | 1825                            |                  |
| Braine-le-Comte            | Soignies          | Province de Hainaut        | 21 355    | 1825                            |                  |
| Charleroi                  | Charleroi         | Province de Hainaut        | 204 670   | 1825                            |                  |
| Châtelet                   | Charleroi         | Province de Hainaut        | 36 191    | 1825                            |                  |
| Chièvres                   | Ath               | Province de Hainaut        | 6 665     | 1825                            |                  |
| Chimay                     | Thuin             | Province de Hainaut        | 9 896     | 1825                            |                  |
| Chiny                      | Virton            | Province de Luxembourg     | 5 168     | 1825                            |                  |
| Ciney                      | Dinant            | Province de Namur          | 15 670    | 1985                            |                  |
| Comines-Warneton           | Mouscron          | Province de Hainaut        | 17 890    | 1825 (Warneton)                 |                  |
| Couvin                     | Philippeville     | Province de Namur          | 13 923    | 1985                            |                  |
| Dinant                     | Dinant            | Province de Namur          | 13 912    | 1825                            |                  |
| Durbuy                     | Marche-en-Famenne | Province de Luxembourg     | 11 326    | 1825                            | 1331             |
| Enghien                    | Soignies          | Province de Hainaut        | 13 103    | 1825                            |                  |
| Eupen                      | Verviers          | Province de Liège          | 19 254    | 1921                            | 1808 (titre)     |
| Fleurus                    | Charleroi         | Province de Hainaut        | 22 742    | 1982,                           |                  |
| Florenville                | Virton            | Province de Luxembourg     | 5 516     | 1997                            |                  |
| Fontaine-l'Évêque          | Charleroi         | Province de Hainaut        | 17 262    | 1825                            |                  |
| Fosses-la-Ville            | Namur             | Province de Namur          | 10 041    | 1825                            |                  |
| Gembloux                   | Namur             | Province de Namur          | 24 206    | 1985                            |                  |
| Genappe                    | Nivelles          | Province du Brabant wallon | 15 137    | 1985                            |                  |
| Hannut                     | Waremme           | Province de Liège          | 15 587    | 1985                            |                  |
| Herstal                    | Liège             | Province de Liège          | 39 242    | 2009                            |                  |
| Herve                      | Verviers          | Province de Liège          | 17 213    | 1825                            |                  |
| Houffalize                 | Bastogne          | Province de Luxembourg     | 5 068     | 1825                            |                  |
| Huy                        | Huy               | Province de Liège          | 21 354    | 1825                            | 1066             |
| Jodoigne                   | Nivelles          | Province du Brabant wallon | 13 612    | 1985                            |                  |
| La Louvière                | Soignies          | Province de Hainaut        | 78 895    | 1985,                           |                  |
| La Roche-en-Ardenne        | Marche-en-Famenne | Province de Luxembourg     | 4 249     | 1825                            |                  |
| Le Rœulx                   | Soignies          | Province de Hainaut        | 8 207     | 1825                            |                  |
| Lessines                   | Soignies          | Province de Hainaut        | 18 402    | 1825                            |                  |
| Leuze-en-Hainaut           | Tournai           | Province de Hainaut        | 13 519    | 1825                            |                  |
| Libramont-Chevigny         | Neufchâteau       | Province de Luxembourg     | 12 084    | 2025                            |                  |
| Liège                      | Liège             | Province de Liège          | 197 013   | 1825                            |                  |
| Limbourg                   | Verviers          | Province de Liège          | 5 800     | 1825                            |                  |
| Malmedy                    | Verviers          | Province de Liège          | 12 345    | 1921                            |                  |
| Marche-en-Famenne          | Marche-en-Famenne | Province de Luxembourg     | 17 454    | 1825                            |                  |
| Mons                       | Mons              | Province de Hainaut        | 93 366    | 1825                            |                  |
| Mouscron                   | Mouscron          | Province de Hainaut        | 56 023    | 1986,                           |                  |
| Namur                      | Namur             | Province de Namur          | 110 691   | 1825                            |                  |
| Neufchâteau                | Neufchâteau       | Province de Luxembourg     | 7 284     | 1825                            |                  |
| Nivelles                   | Nivelles          | Province du Brabant wallon | 26 843    | 1825                            |                  |
| Ottignies-Louvain-la-Neuve | Nivelles          | Province du Brabant wallon | 31 190    | 1982                            |                  |
| Péruwelz                   | Tournai           | Province de Hainaut        | 17 265    | 1825                            |                  |
| Philippeville              | Philippeville     | Province de Namur          | 9 089     | 1825                            |                  |
| Rochefort                  | Dinant            | Province de Namur          | 12 515    | 1985                            |                  |
| Saint-Ghislain             | Mons              | Province de Hainaut        | 23 004    | 1825                            |                  |
| Saint-Hubert               | Neufchâteau       | Province de Luxembourg     | 5 652     | 1825                            |                  |
| Saint-Vith                 | Verviers          | Province de Liège          | 9 481     | Probablement au XIIIe s., 1921, |                  |
| Seraing                    | Liège             | Province de Liège          | 63 968    | 1999                            |                  |
| Soignies                   | Soignies          | Province de Hainaut        | 26 536    | 1825                            |                  |
| Spa                        | Verviers          | Province de Liège          | 10 345    | 2018,                           |                  |
| Stavelot                   | Verviers          | Province de Liège          | 6 919     | 1825                            |                  |
| Thuin                      | Thuin             | Province de Hainaut        | 14 611    | 1825                            |                  |
| Tournai                    | Tournai           | Province de Hainaut        | 69 751    | 1825                            |                  |
| Tubize                     | Nivelles          | Province du Brabant wallon | 24 198    | 2017                            |                  |
| Verviers                   | Verviers          | Province de Liège          | 56 594    | 1825                            |                  |
| Virton                     | Virton            | Province de Luxembourg     | 11 670    | 1825                            |                  |
| Visé                       | Liège             | Province de Liège          | 17 341    | 1825                            |                  |
| Walcourt                   | Philippeville     | Province de Namur          | 18 210    | 1985                            |                  |
| Waremme                    | Waremme           | Province de Liège          | 14 789    | 1985                            |                  |
| Wavre                      | Nivelles          | Province du Brabant wallon | 33 277    | 1825                            |                  |